# 1689
1689 (MDCLXXXIX) a fost un an obișnuit al calendarului gregorian, care a început într-o zi de joi.

## Evenimente
- 21 aprilie: Un mare incendiu pustiește cetatea Brașovului. Puține clădiri rămân neatinse. Drept urmare a acestei calamități, autoritățile brașovene decid interzicerea construcției caselor din lemn. Refacerea orașului a durat mai bine de un secol, timp în care și-a schimbat aspectul arhitectonic al fațadelor.

### Nedatate
- Adoptarea "Declarației Drepturilor" în Anglia. Acest document va marca sfârșitul Revoluției Engleze și va face din Anglia o monarhie parlamentară. Legea va fi unul din instrumentele de bază ale Constituției britanice

## Nașteri
- 18 ianuarie: Charles de Secondat, baron de Montesquieu, filosof francez (d. 1750)
- 18 aprilie: Marie Anne de Bourbon (d. 1720)
- 24 iulie: Prințul William, Duce de Gloucester (d. 1700)
- 22 octombrie: Ioan al V-lea al Portugaliei (d. 1750)
- 21 noiembrie: Jacques I, Prinț de Monaco (d. 1751)

## Decese
- 4 aprilie: Arhiducesa Maria Anna Josepha de Austria, 34 ani (n. 1654)
- 19 aprilie: Regina Cristina a Suediei (n. Christina Augusta), 62 ani (n. 1626)